# Petit-Rœulx-lez-Nivelles
Pour les articles homonymes, voir Petit-Rœulx.
Petit-Rœulx-lez-Nivelles (en wallon Pètit-Rieu) est une section de la commune belge de Seneffe située en Région wallonne dans la province de Hainaut.

## Étymologie
1190 Ruz.
Défrichement (germanique *rotha).
1374 Petri Rees juxta Nyvellam, 1496 Petit Reulx lez Nyvelle
Défrichement (germanique *rotha déformé en reux, rœulx) de la pierre (génitif latin petri, transformé en étymologie populaire en « petit ») près de (wallon lé, latin juxta) Nivelles,,.

## Évolution démographique
- Sources : INS, Rem. : 1831 jusqu'en 1970 = recensements, 1976 = nombre d'habitants au 31 décembre.

### Évolution de la population depuis leXIXesiècle
- 1815 : 276 habitants.
- 1840 : 370 habitants.
- 1890 : 330 habitants.
- 1938 : 205 habitants.

## Histoire
Cette région est manifestement occupée depuis l'Antiquité et l'âge du fer comme l'atteste la découverte dans un tumulus de colliers et de monnaies romaines en or.
En 1137, le seigneur du lieu est Guislard d'Arkennes, fils de Francon. Le 7 mars 1285, la seigneurie fut fondée en fidéicommis par le duc Jean de Brabant au chevalier Wauthier de Wafrezee.
En 1365, le seigneur est Jehan à qui succède son fils Lancelot d'Arquennes.
En 1515, Philippe d'Orley acquit la seigneurie par son mariage avec Isabelle de Beersel. En 1533, il la donna à sa fille Françoise qui la céda en 1584 à Anne de Rubempré.
En 1678, Albert de Trazegnies en prit possession. Lui succéda son fils Ferdinand Octave de Trazegnies (1676-1747). Le seigneur exerçait alors la justice et établissait un mayeur et des échevins. Le dernier seigneur fut Gillion Charles Adrien de Trazegnies. Lors de la Révolution française, les privilèges furent abolis. Il s'enfuit et mourut à Maastricht en 1793.
Commune du département de Jemmapes sous le régime français.

## Patrimoine et culture

### Patrimoine architectural
L'église Saint-Martin. Bâtie au milieu du XVIe siècle en style gothique.

## Économie
L'entreprise Mecar (Seneffe) fondée en 1938 est une usine de munitions fabricant obus et grenades, employant environ 400 personnes en 2019 contre 475 personnes en mai 2014, date ou l'entreprise britannique Chemring Group (en) qui l'acquit en 2010 l'a vendue au français Nexter.